# Solaris Urbino 10,5
Solaris Urbino 10,5 – niskopodłogowy autobus miejski klasy MIDI produkowany od 2017 r. przez Solaris Bus & Coach w Bolechowie-Osiedlu koło Poznania. Należy do rodziny autobusów miejskich Solaris Urbino. Jest następcą wycofanego modelu Solaris Urbino 10.

## Historia

### Urbino 9 i Urbino 10
W 1999 r. nowo powstałe przedsiębiorstwo Solaris Bus & Coach S.A. zaprezentowała rodzinę autobusów miejskich Solaris Urbino. W jej skład wchodziły modele o długościach 18, 15, 12 oraz w klasie MIDI 9 m. Łącznie wyprodukowano 21 sztuk modelu Urbino 9. Od drugiej generacji Urbino, produkowanej od 2002 r. model Urbino 9 został zastąpiony przez metr dłuższy Urbino 10. Pozwoliło to na zwiększenie przestrzeni pasażerskiej i możliwość zamontowania drzwi z tyłu pojazdu (w układzie 1-2-2, gdy w Urbino 9 jedyny dostępny układ to 1-2-0). W 2005 r. zaprezentowano III generację Urbino 10, która została sprzedana w wielu miastach w Polsce i za granicą, łącznie wyprodukowano ponad 300 egzemplarzy.

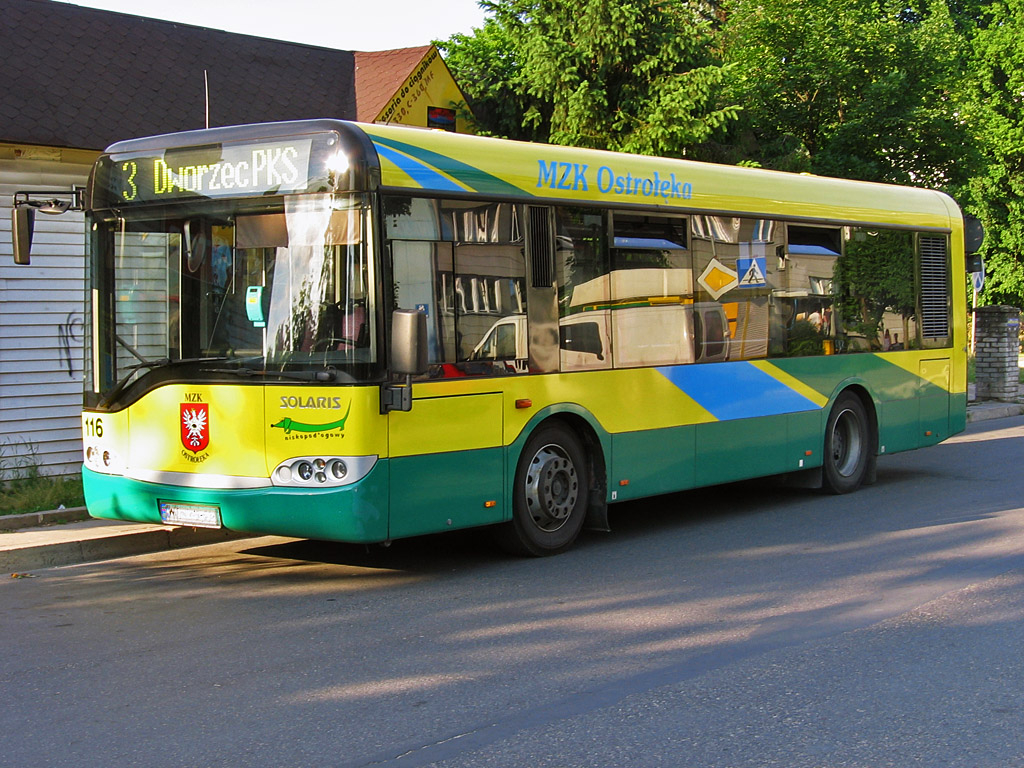
Solaris Urbino 9 w Ostrołęce
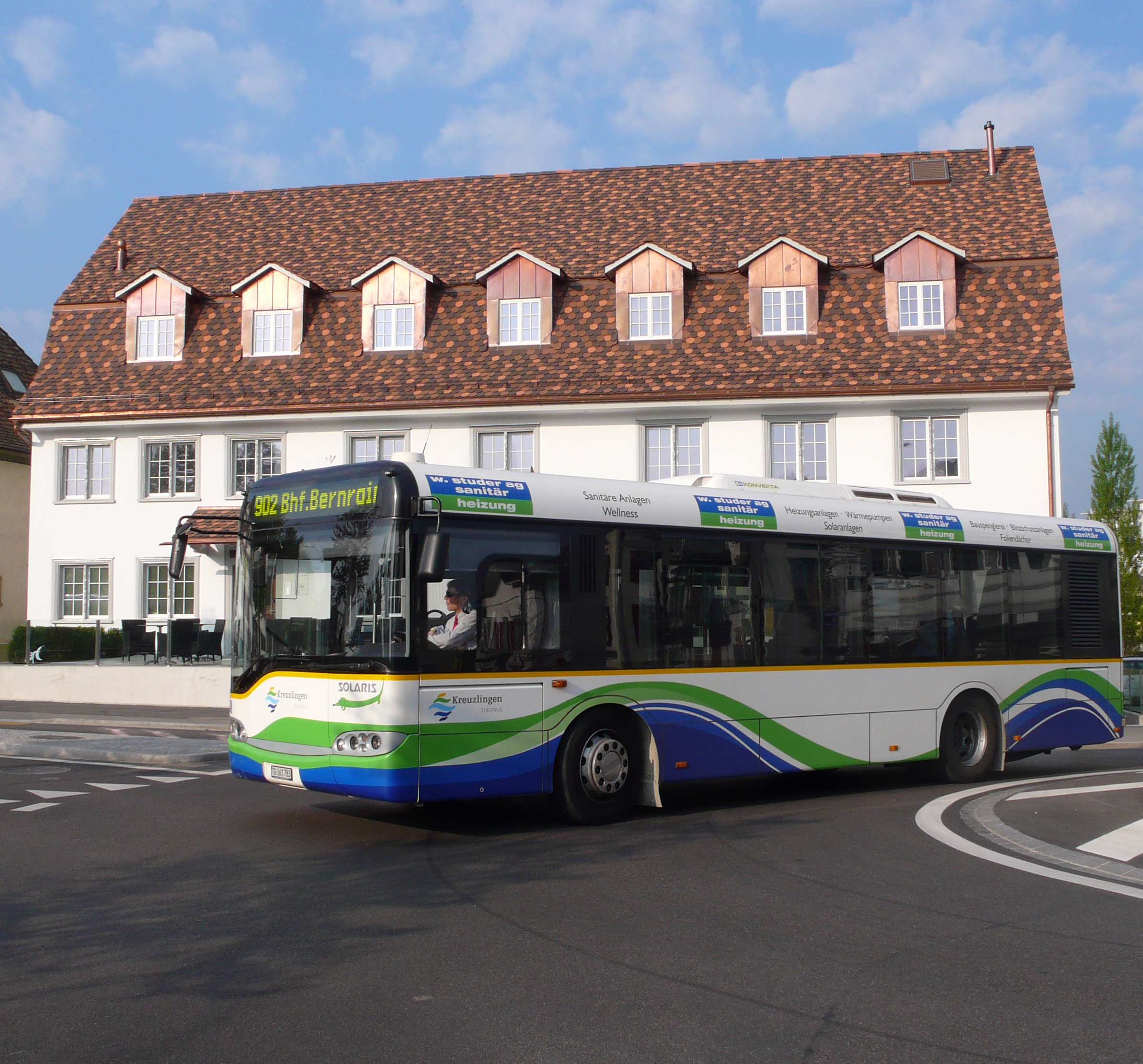
Solaris Urbino 10 II generacji w Kreuzlingen
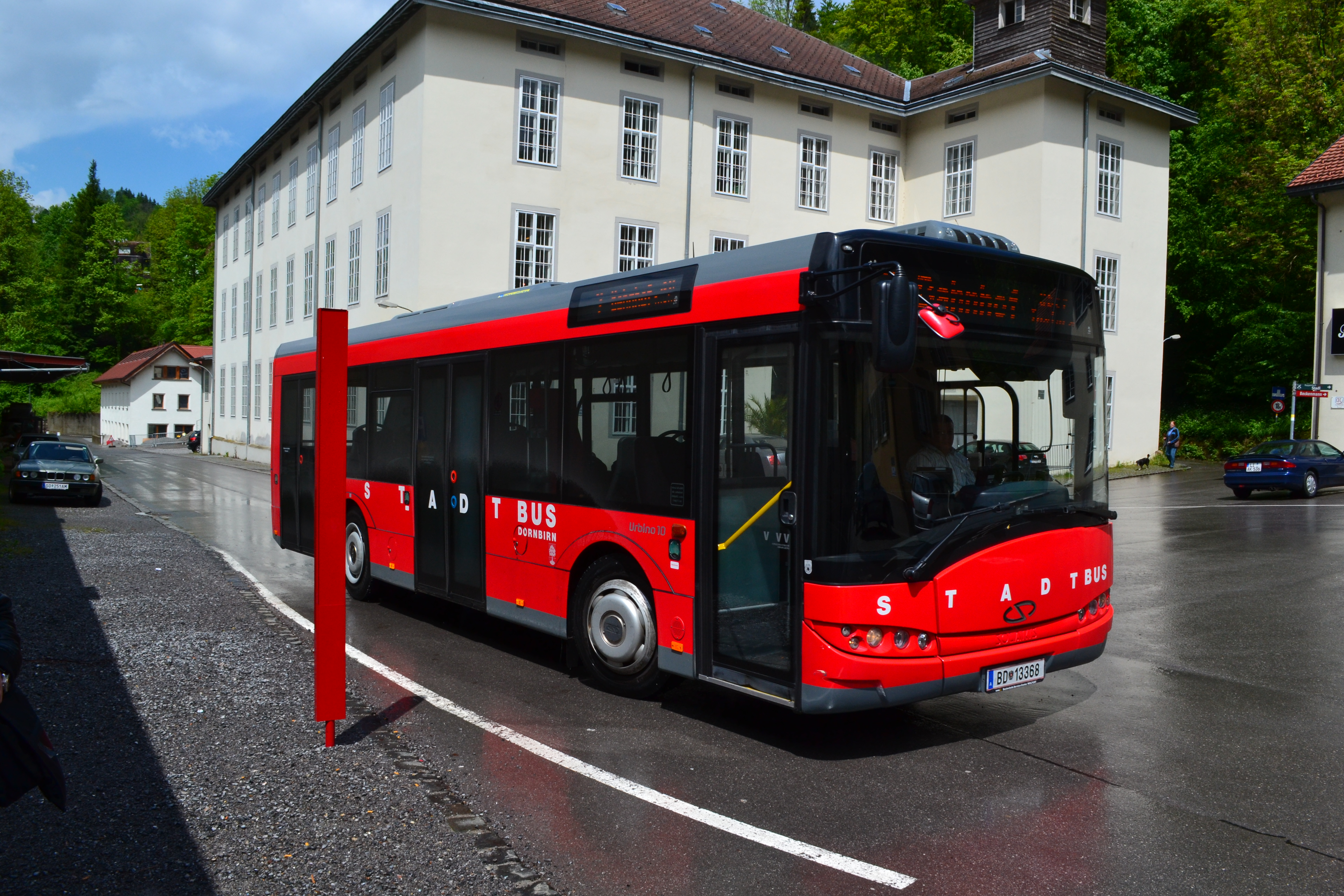
Urbino 10 w austriackim Dornbirn

### Urbino 10,5
W połowie roku 2016 Solaris zapowiedział, że od nowej, IV generacji Urbino model Urbino 10 zostanie zastąpiony przez autobus o pół metra dłuższy. Premierę zaplanowano na październik 2016 podczas targów Transexpo w Kielcach. Oficjalna premiera odbyła się zgodnie z planami. W prototypowym egzemplarzu zastosowano silnik Cummins o pojemności 6,7 l i mocy 280 KM, skrzynię biegów dostarczyło przedsiębiorstwo ZF. Pierwszy seryjny egzemplarz trafił do austriackiego miasta Lienz, a jeździ w barwach przedsiębiorstwa Postbus. W Polsce pierwszym odbiorcą było Przedsiębiorstwo Usług Komunalnych Komorniki, która zamówiła dwie sztuki.

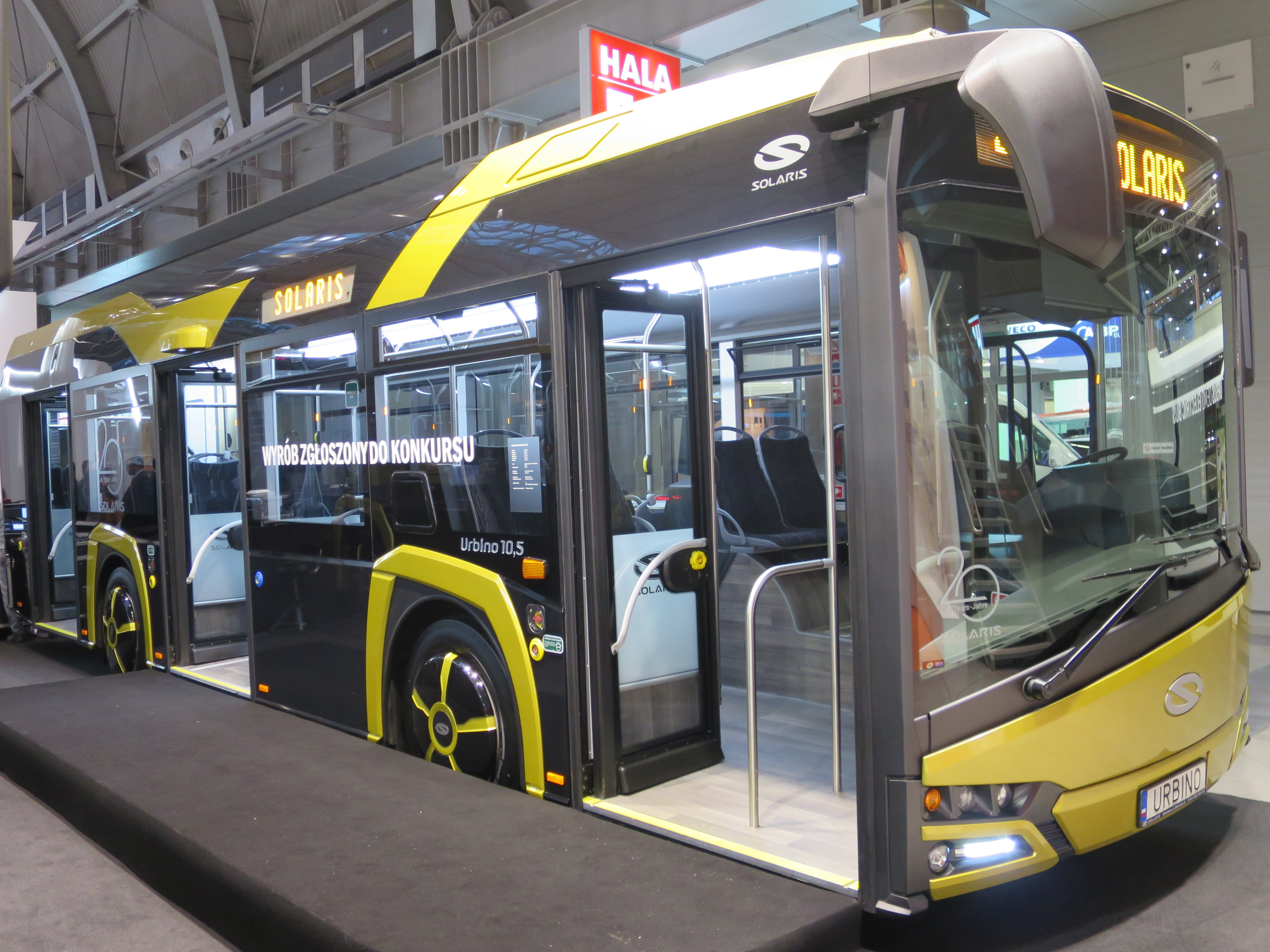
Solaris Urbino 10,5 podczas premiery na targach Transexpo w 2016 r.
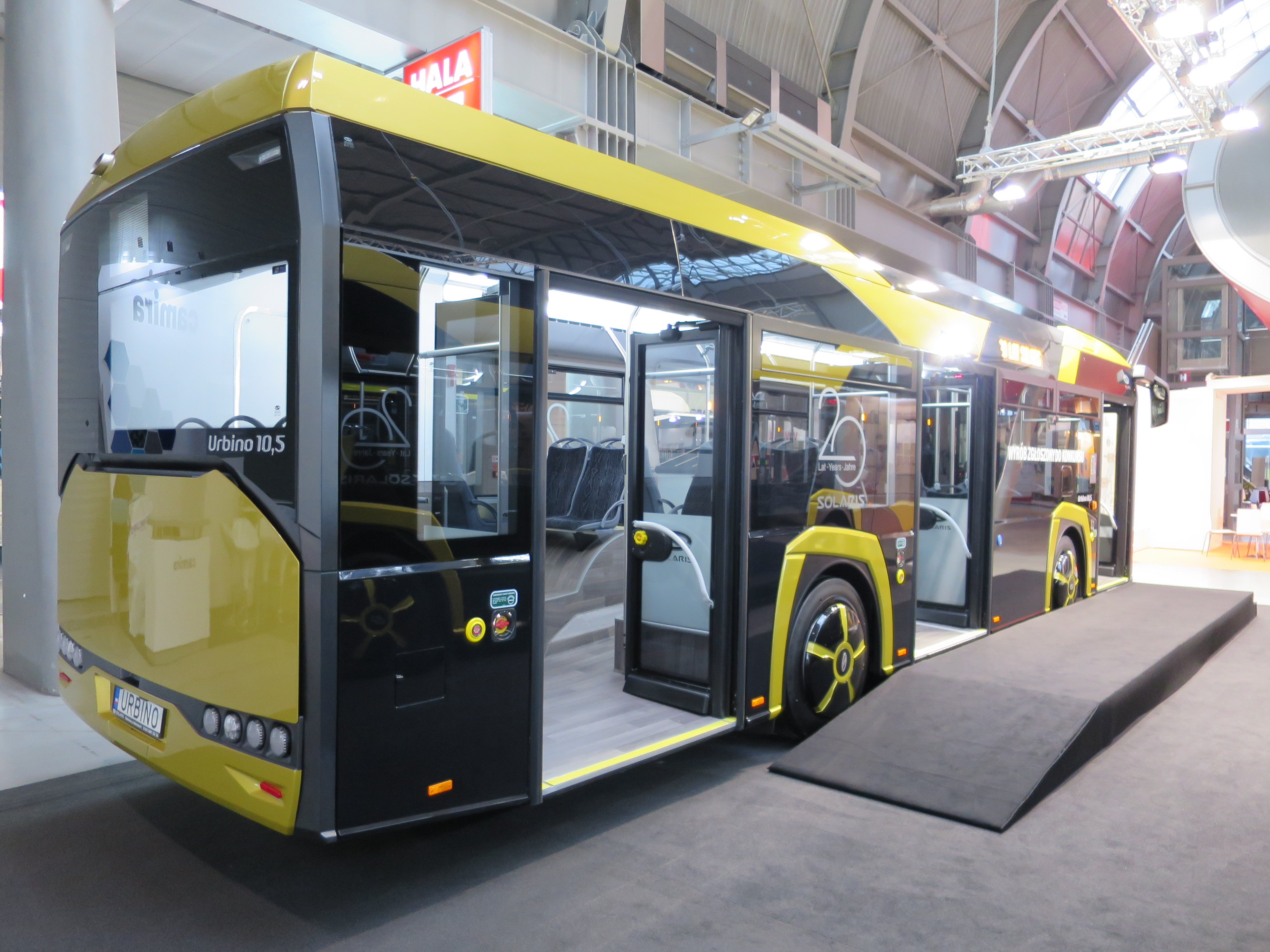
Tył Solarisa Urbino 10,5 (targi Transexpo 2016)
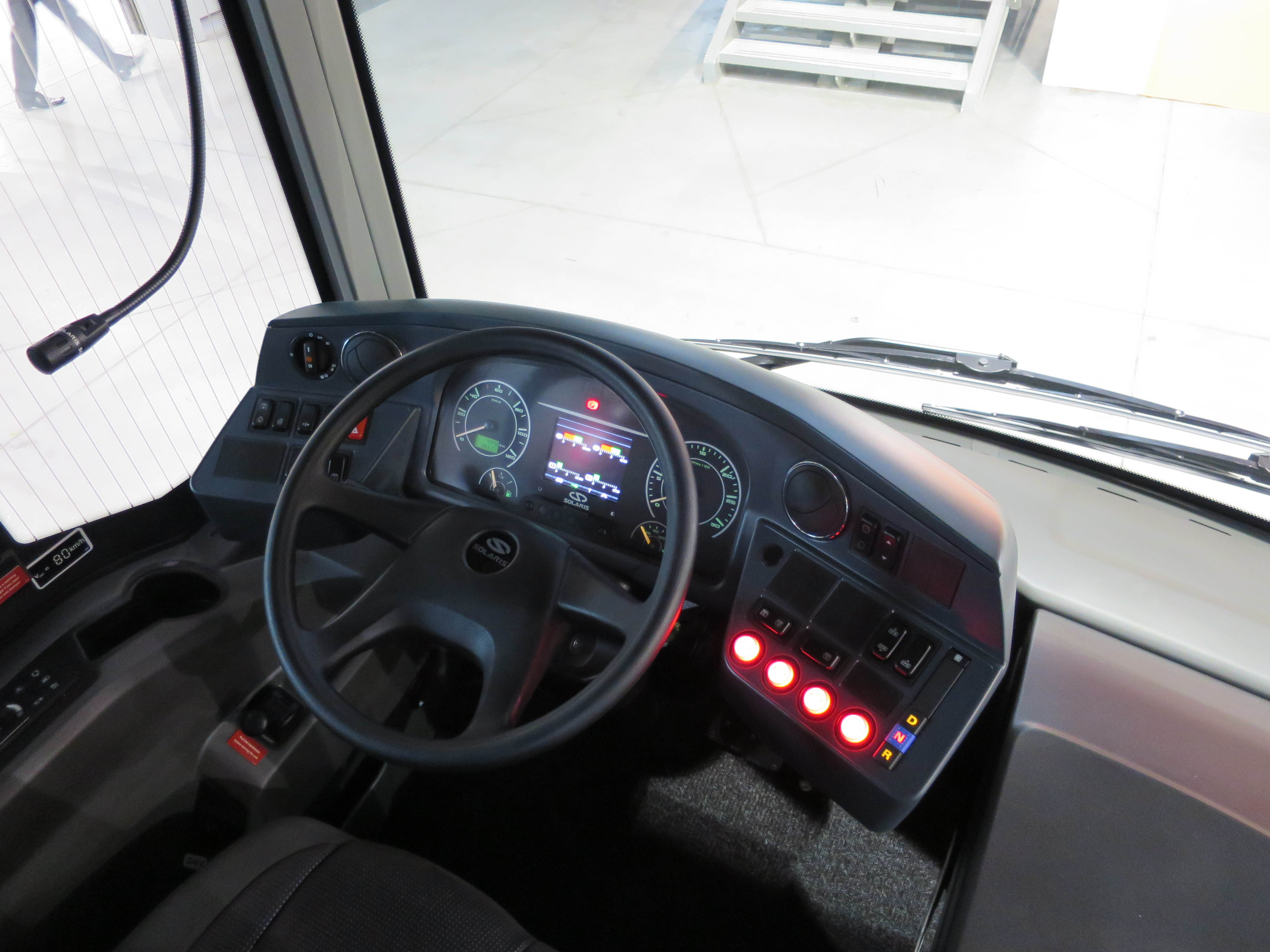
Kabina kierowcy
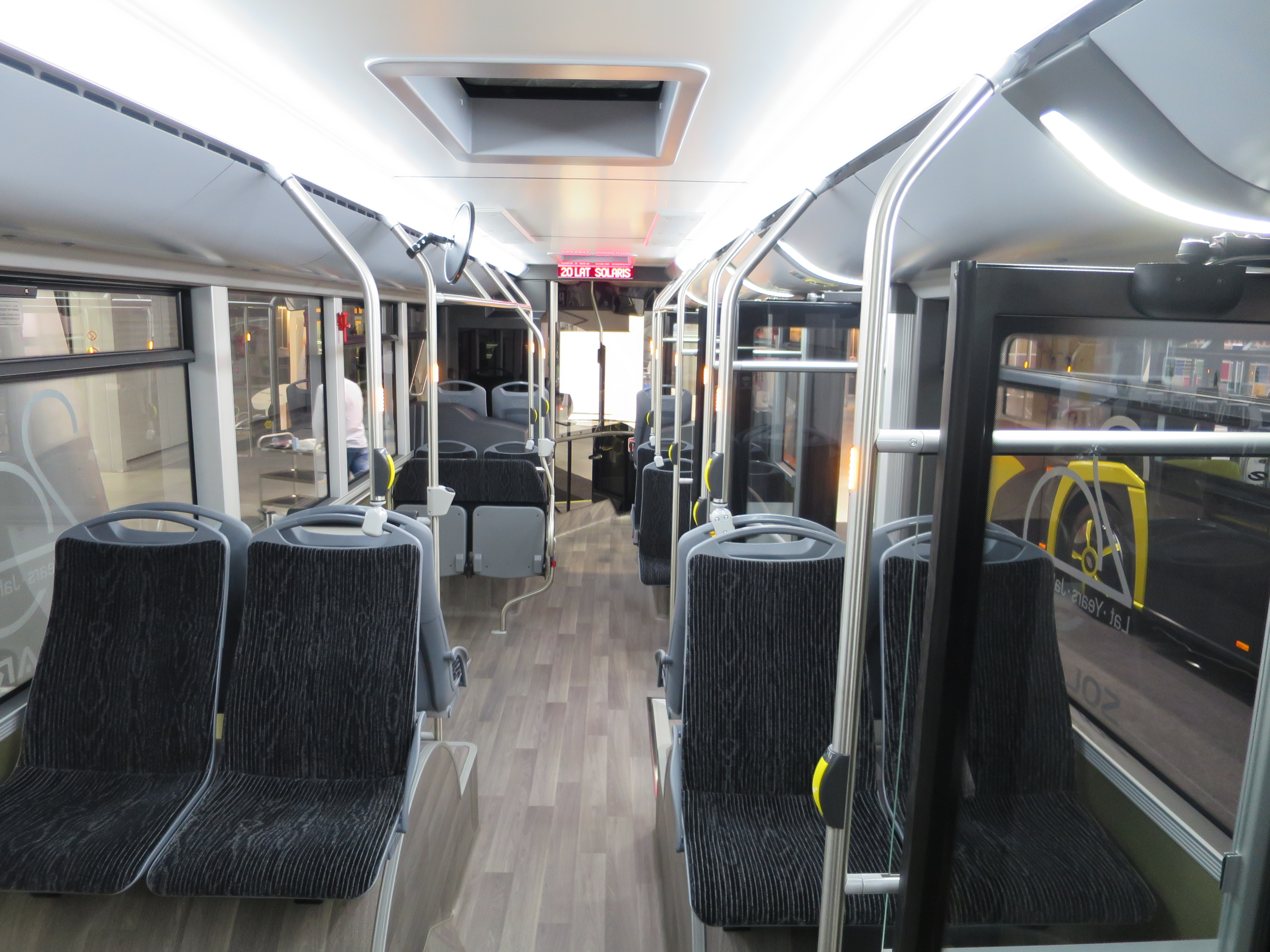
Wnętrze (widok na przód)
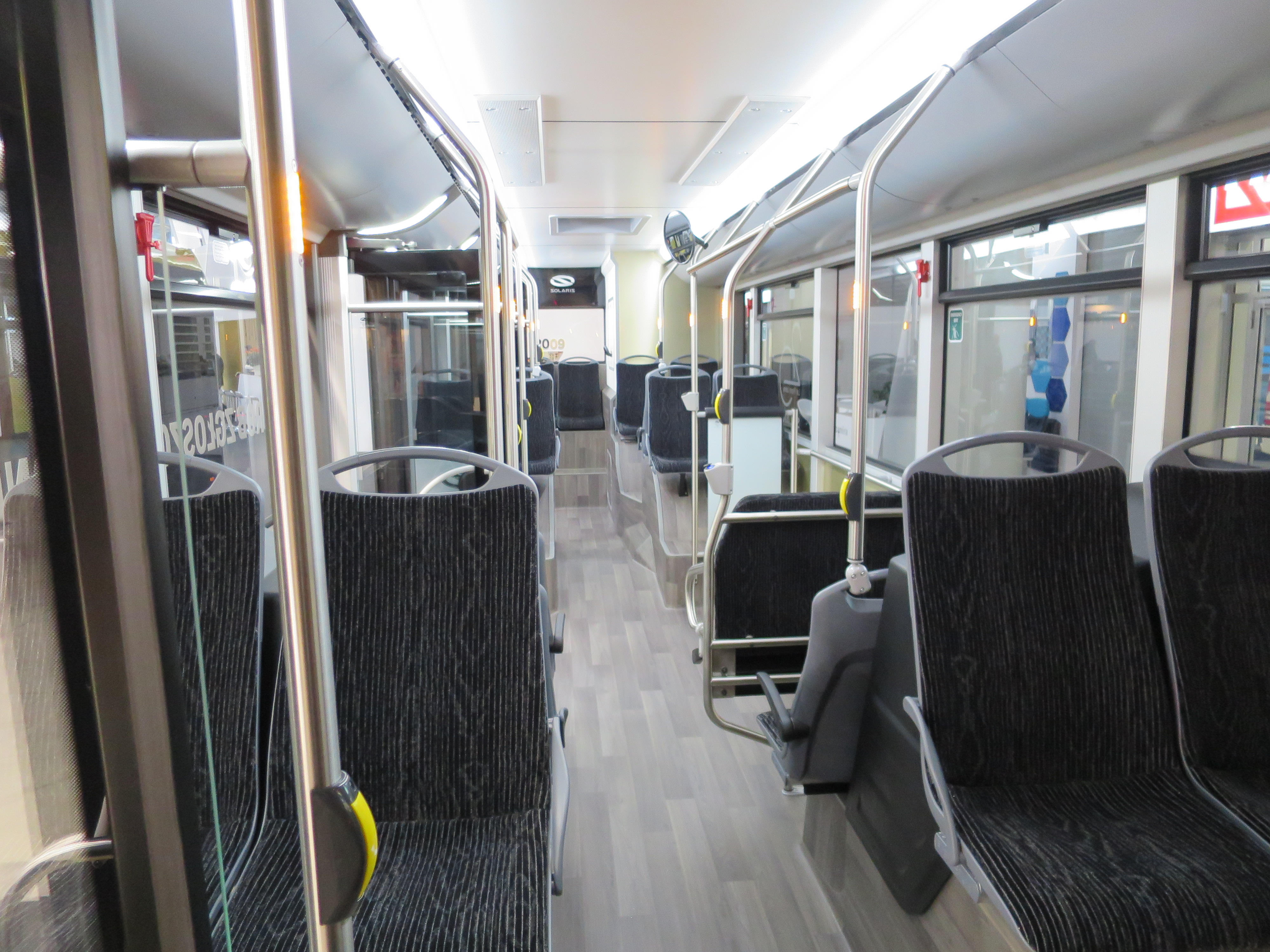
Wnętrze (widok na tył)

## Konstrukcja
Solaris Urbino 10,5 jest oparty konstrukcyjnie na modelu klasy MAXI (Urbino 12). Zmniejszona została przestrzeń pomiędzy środkowymi drzwiami a tylnym kołem, co zmniejszyło rozstaw osi z 5900 do 4450 mm. Dzięki temu Urbino 10,5 jest zwrotniejszy. Jako napęd stosowane są silniki Cummins ISB6.7E6C o mocy 187, 209 lub 224 kW. Opcją jest silnik DAF MX-11 (210, 240 lub 271 kW). Skrzynia biegów jest dostarczana przez ZF lub Voith. Podobne rozwiązania konstrukcyjne można spotkać także w innych modelach Urbino. Nad przednimi nadkolami umieszczono zbiornik paliwa o pojemności 200 lub 310 l. Dodatkowo stosuje się dodatek AdBlue, na który przewidziano zbiornik o pojemności 40 lub 50 l.
Przednia oś może być oparta na konstrukcji sztywnej lub niezależnej. Producentem osi jest ZF. Układ kierowniczy RB Servocom dostarcza przedsiębiorstwo Bosch. Autobusy wyposażone są w systemy bezpieczeństwa ABS, EBS, ASR oraz jako opcja ESC. Montowane są także hamulec postojowy oraz retarder.
We wnętrzu mieści się maksymalnie 85 osób, w tym liczba miejsc siedzących wynosi do 29 (+ 3 uchylne). Drzwi autobusu mogą być montowane w układach: 1-2-0, 2-2-0, 1-2-2 lub 2-2-2. Zastosowano technologię przedsiębiorstwa Bode.

## Eksploatacja
| Państwo                                                   | Miasto         | Przewoźnik    | Lata dostaw | Liczba sztuk |        |
| --------------------------------------------------------- | -------------- | ------------- | ----------- | ------------ | ------ |
| Polska                                                    | Komorniki      | PUK           | 2017        | 2            | [ 8 ]  |
| Polska                                                    | Biała Podlaska | MZK           | 2022        | 2            |        |
| Polska                                                    | Kutno          | MZK           | 2017        | 7            | [ 9 ]  |
| Polska                                                    | Mielec         | MKS           | 2017-2018   | 10           | [ 10 ] |
| Polska                                                    | Suchy Las      | ZKP           | 2018        | 1            | [ 11 ] |
| Polska                                                    | Gniezno        | MPK           | 2018        | 12           | [ 12 ] |
| Polska                                                    | Świdnica       | MPK           | 2018        | 2            | [ 13 ] |
| Polska                                                    | Oświęcim       | MZK           | 2018        | 8            | [ 14 ] |
| Polska                                                    | Gorlice        | MZK           | 2019        | 6            | [ 15 ] |
| Polska                                                    | Sieradz        | MPK           | 2019-2020   | 3            | [ 16 ] |
| Polska                                                    | Białogard      | ZKM           | 2019        | 4            | [ 17 ] |
| Polska                                                    | Iława          | ZKM           | 2020        | 7            | [ 18 ] |
| Austria                                                   | Lienz          | Postbus       | 2017        | 3            | [ 6 ]  |
| Niemcy                                                    | Fürth          | Infra Verkehr | 2018        | 2            | [ 19 ] |
| ŁĄCZNIE: 54 sztuk u 11 odbiorców (stan na: sierpień 2020) |                |               |             |              |        |